# نو² کبوتر
نو² کبوتر یک ستاره است که در صورت فلکی کبوتر قرار دارد.